# كفر هود
كفر هود قرية تتبع منطقة محردة في محافظة حماة في سوريةنبده عن كفرهود غالبيه سكانها خرجو من سوريا وهاجروا الي الدول المجاورها والي اوروبا جراء الحرب الاهليه السوريه وكانت مجاوره لقريه تل ملح التي كانت تتسطر فيها اشرس المعارك بين النظام والمعارضه تعتاد السكان يتراوح 6الاف نسمه كفرهود من الجاه الغربيه لمحرده ومن الجاه الشرقيه للسقيلبيه كفرهود منطقه ريفيه غربيه ممتله بالماء  وتعج بالاراضي الزراعيه